# Eremoblastus
Eremoblastus é um género botânico pertencente à família Brassicaceae.